# Urkundenunterdrückung
Die Urkundenunterdrückung stellt im Strafrecht Deutschlands einen Straftatbestand dar, der im 23. Abschnitt des Besonderen Teils des Strafgesetzbuchs (StGB) in § 274 geregelt ist. Sie zählt zu den Urkundsdelikten und schützt das Recht, mithilfe von Urkunden, technischen Aufzeichnungen, beweiserheblichen Daten oder Grenzzeichen Beweis über eine rechtserhebliche Tatsache zu erheben. Zu diesem Zweck verbietet die Vorschrift mehrere Verhaltensweisen, durch die der Bestand oder der Beweiswert der genannten Objekte beeinträchtigt wird.
Für die Urkundenfälschung können eine Freiheitsstrafe von fünf Jahren oder Geldstrafe verhängt werden.
Die praktische Relevanz der Urkundenunterdrückung ist gering. Für 2021 verzeichnet die Polizeiliche Kriminalstatistik 689 Fälle.
Im österreichischen Strafrecht existiert mit § 229 StGB eine inhaltlich weitgehend vergleichbare Vorschrift.

## Normierung und Schutzzweck
§ 274 StGB lautet seit seiner letzten Änderung vom 1. August 1986 wie folgt:
1. eine Urkunde oder eine technische Aufzeichnung, welche ihm entweder überhaupt nicht oder nicht ausschließlich gehört, in der Absicht, einem anderen Nachteil zuzufügen, vernichtet, beschädigt oder unterdrückt,
2. beweiserhebliche Daten (§ 202a Abs. 2), über die er nicht oder nicht ausschließlich verfügen darf, in der Absicht, einem anderen Nachteil zuzufügen, löscht, unterdrückt, unbrauchbar macht oder verändert oder
3. einen Grenzstein oder ein anderes zur Bezeichnung einer Grenze oder eines Wasserstandes bestimmtes Merkmal in der Absicht, einem anderen Nachteil zuzufügen, wegnimmt, vernichtet, unkenntlich macht, verrückt oder fälschlich setzt.
Während dies für andere Urkundsdelikte umstritten ist, besteht in Bezug auf § 274 StGB Einigkeit darüber, dass die Vorschrift individualschützender Natur ist: § 274 StGB schützt in seinen drei Begehungsvarianten das Recht, mithilfe spezifischer Beweismittel Beweis über eine Tatsache zu erheben. Wegen des individualschützenden Charakters der Norm ist die Strafbarkeit ausgeschlossen, wenn der Beweisführungsberechtigte in die Tat einwilligt.
Aufgrund seines Schutzzwecks beschränkt sich § 274 StGB tatbestandlich auf Erklärungen, die tatsächlich von ihrem scheinbaren Aussteller herrühren, die also echt sind. Schließlich besteht nur an solchen Erklärungen ein schützenswertes Beweisführungsinteresse. Nichts anderes ergibt sich daraus, dass unechte Urkunden zumindest im Strafprozess als Beweismittel gegen den Fälscher verwendet werden können, weil sie hierbei nicht in ihrer spezifischen Beweisfunktion genutzt werden, sondern als bloße Augenscheinsobjekte fungieren. Entsprechendes gilt für die von Nr. 3 erfassten Grenzzeichen, die nur dann tatbestandsmäßig sind, wenn sie von einem hierzu Berechtigten platziert wurden. Die inhaltliche Richtigkeit der Erklärung oder des Beweiszeichens ist hingegen wie bei § 267 StGB für den Schutz durch § 274 StGB unerheblich.

## Entstehungsgeschichte
Der Tatbestand der Urkundenunterdrückung bildete gemeinsam mit der Urkundenfälschung den Kernbestand der Urkundsdelikte des am 1. Januar 1872 in Kraft getretenen RStGB. In seiner damaligen Fassung beschränkte sich das Delikt auf den Schutz von Urkunden und Grenzzeichen und kannte noch keine Versuchsstrafbarkeit. Das damalige Strafmaß belief sich ursprünglich auf 3.000 Taler und wurde mit der Währungsreform von 1876 auf 3.000 Mark umgerechnet. Im Zuge der Reform der Urkundsdelikte ergänzte der Gesetzgeber mit Wirkung zum 15. Juni 1943 die Urkundenunterdrückung um eine Versuchsstrafbarkeit.
In der Folgezeit erstreckte der Gesetzgeber das Urkundenstrafrecht auf neuartige Beweismittel, die durch den technischen Fortschritt geschaffen wurden und die zunehmend anstelle von Urkunden genutzt wurden. Dies betraf zunächst technische Aufzeichnungen: Anlässlich der Einführung des Verbots der Fälschung solcher Aufzeichnungen (§ 268  StGB) nahm der Gesetzgeber mit Wirkung zum 25. Juni 1969 technische Aufzeichnungen in den Kreis der Tatobjekte des § 274 StGB auf, um für diese nicht nur einen Echtheits-, sondern auch einen Bestandsschutz zu gewährleisten. Entsprechendes geschah mit Wirkung zum 1. August 1986, als der Gesetzgeber das Urkundsstrafrecht auf beweiserhebliche Daten erstreckte (vgl. § 269 StGB).

## Objektiver Tatbestand

### Nr. 1: Unterdrückung von Urkunden und technische Aufzeichnungen

#### Tatobjekt
Der Begriff der Urkunde entspricht dem des § 267 StGB. Hier wie dort reicht er weit über das allgemeinsprachliche Verständnis hinaus und beschreibt nach gängiger Definition eine „schriftlich verkörperte menschliche Gedankenerklärung, die zum Beweis im Rechtsverkehr geeignet und bestimmt ist und ihren Aussteller erkennen lässt.“ Diese Definition bringt drei charakteristische Funktionen von Urkunden zum Ausdruck: die Beweis-, die Garantie- und die Perpetuierungsfunktion. Die Urkunde muss also zunächst einen Beitrag zur Überzeugungsbildung über rechtlich erhebliche Tatsachen leisten können und sollen. Ferner muss sie einer Person als „geistigem Urheber“ zugerechnet werden können. Schließlich muss sie einen Erklärungsinhalt in einer auf Dauer angelegten Weise verkörpern.
Den Urkunden gleichgestellt sind technische Aufzeichnungen. Bei einer technischen Aufzeichnung handelt es sich gemäß § 268 Abs. 2 StGB um eine Darstellung von Daten, Meß- oder Rechenwerten, Zuständen oder Geschehensabläufen, die durch ein technisches Gerät ganz oder zum Teil selbsttätig bewirkt wird, den Gegenstand der Aufzeichnung allgemein oder für Eingeweihte erkennen lässt und zum Beweis einer rechtlich erheblichen Tatsache bestimmt ist. Hierzu zählen insbesondere Fahrtenschreiber und Radarkontrollgeräte.

#### Gehören

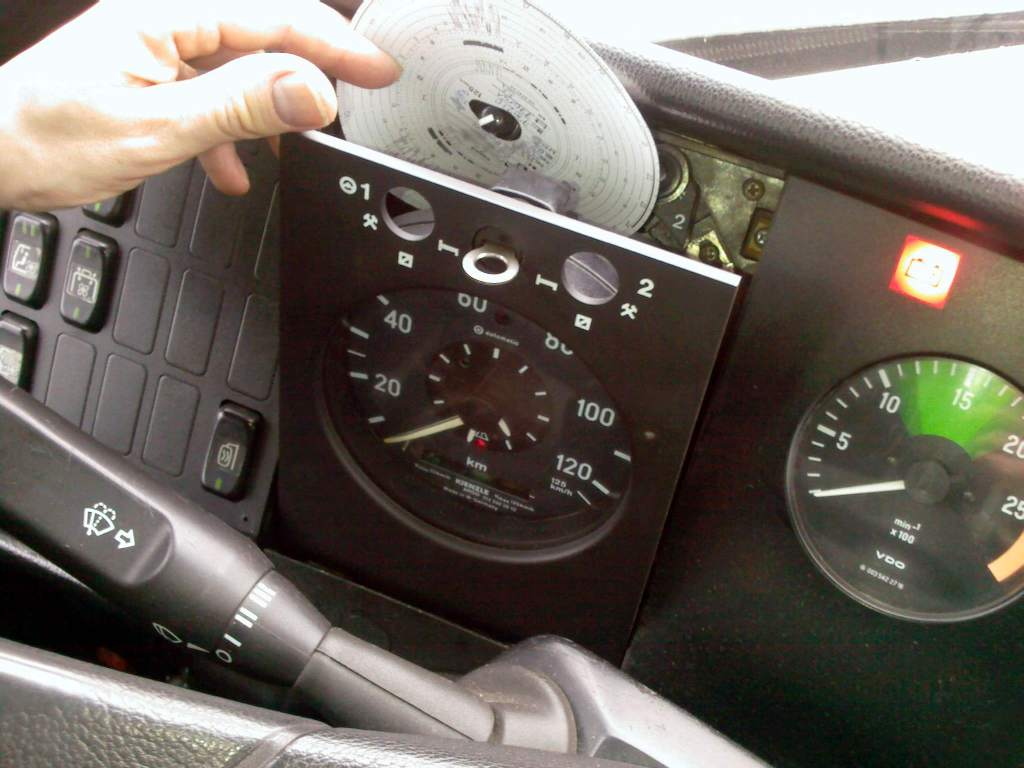
Mechanischer Fahrtenschreiber mit beschriebenem Schaublatt

§ 274 StGB beschränkt sich auf Urkunden und Aufzeichnungen, die dem Täter nicht ausschließlich gehören. Für das Gehören kommt es aufgrund des Schutzzwecks der Norm nicht auf die zivilrechtliche Eigentumslage an, sondern darauf, wer berechtigt ist, mithilfe des Tatobjekts Beweis zu führen. Daher kann auch der Eigentümer Täter der Urkundenunterdrückung sein. Im Grundsatz steht das Beweisführungsrecht an einer Urkunde oder einer Aufzeichnung allerdings deren Eigentümer zu, da dieser gemäß § 903 BGB die umfassende rechtliche Gewalt über die Sache innehat. Allerdings verliert er sein alleiniges Beweisführungsrecht, wenn ihm die Pflicht auferlegt wird, die Urkunde im Interesse eines anderen als Beweismittel zu erhalten. So verhält es sich etwa, wenn er gemäß § 422, § 423, § 429 ZPO im Rahmen eines Zivilprozesses zur Vorlage der Urkunde verpflichtet wird. Beseitigt er in einer solchen Situation die Urkunde, verwirklicht dies den objektiven Tatbestand der Urkundenunterdrückung. Im materiellen bürgerlichen Recht finden sich Vorlagepflichten etwa in § 371, § 716, § 810 BGB und in § 118 HGB. Auch im öffentlichen Recht finden sich zahlreiche Vorlagepflichten. Diese führen typischerweise zum Übergang des Beweisführungsrechts auf den Staat, sofern sie der Rechnungslegung dienen. So sind etwa Empfänger von Sozialleistungen regelmäßig dazu verpflichtet, Dokumente vorzuhalten, aus denen sich die Berechtigung zum Empfang der Leistungen ergibt. Anders verhält es sich demgegenüber bei Vorlagepflichten, die staatlichen Behörden die Wahrnehmung von Überwachungsaufgaben erleichtern sollen. So verhält es sich etwa bei Fahrtenschreiberaufzeichnungen. Auch bei amtlichen Führerscheinen und Pässen fallen Eigentum und Beweisführungsrecht auseinander: Zwar stünden die genannten Dokumente im Eigentum der ausstellenden Körperschaft, das Beweisführungsrecht steht jedoch allein deren Inhabern zu. Das Beschädigen solcher Urkunden ist daher für andere Personen nach § 274 StGB strafbar, nicht aber für den Inhaber des Ausweises selbst.

#### Tathandlungen
§ 274 Abs. 1 Nr. 1 StGB verwirklicht, wer die Beweisfunktion des Tatobjekts beeinträchtigt. Dies kann zunächst durch physische Einwirkung auf die Urkunde geschehen, etwa durch deren Vernichtung oder Beschädigung. Als vernichtet gilt die Urkunde, wenn ihre Beweiswirkung vollständig aufgehoben ist. So verhält es sich etwa, wenn der Täter die Unterschrift einer Urkunde ausradiert oder einen amtlichen Stempel von einem Benzingutschein entfernt. Richtet sich die Tat gegen eine zusammengesetzte Urkunde, etwa die Verbindung von Preisschild und Ware, liegt ein Vernichten auch dann vor, wenn die Verbindung aufgelöst wird.

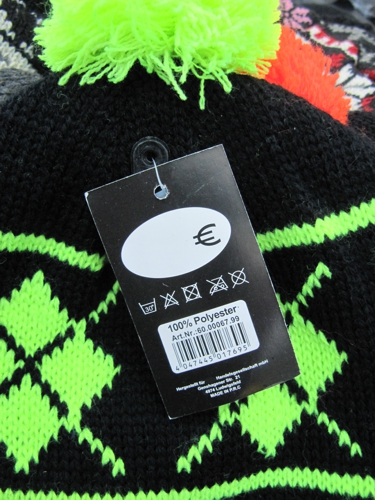
Das Entfernen des Etiketts von der Mütze kann eine Urkundenunterdrückung in der Variante des Vernichtens darstellen

Als Beschädigung gelten weniger intensive Einwirkungen auf die Substanz der Urkunde, etwa deren Einreißen.
Die Tathandlung des Unterdrückens ist hingegen ohne Substanzeinwirkung möglich; sie wird dadurch verwirklicht, dass der Täter dem Berechtigten die Möglichkeit zur Nutzung der Urkunde als Beweismittel entzieht oder vorenthält. Die Rechtsprechung bejahte dies etwa für das Wegnehmen, das Unlesbarmachen und das Verheimlichen der Urkunde. Auch das pflichtwidrige Nichtherausgeben der Urkunde subsumierte die Rechtsprechung unter § 274 Abs. 1 Nr. 1 StGB. Sie verneinte es demgegenüber, als der Täter die Urkunde mit einer transparenten Folie überklebte, weil dies den Beweiswert der Urkunde nicht beeinträchtigte.

### Nr. 2: Beweiserhebliche Daten

#### Tatobjekt
Der Begriff der beweiserheblichen Daten entstammt dem Verbot des Fälschens beweiserheblicher Daten (§ 269 StGB). Dort bezeichnet er Daten, die zum Beweis einer rechtserheblichen Tatsache geeignet und bestimmt sind und die einen Aussteller erkennen lassen. § 274 StGB legt einen hiervon abweichendes Begriffsverständnis nah, indem er anders als § 269 StGB auf die Definition § 202a Abs. 2 StGB verweist. Nach § 202a Abs. 2 StGB gelten als Daten Informationen, die elektronisch, magnetisch oder sonst nicht unmittelbar wahrnehmbar gespeichert sind oder übermittelt werden. Der Gesetzgeber war bei Einführung der Norm davon ausgegangen, dass sich § 269 und § 274 StGB auf die gleichen Tatobjekte beziehen. Dies hat sich jedoch als unzutreffend herausgestellt, weil codierte Informationen, die unmittelbar wahrnehmbar sind, nicht unter § 202a StGB fallen, jedoch unter § 269 StGB; dies betrifft etwa Strichcodes. In der Konsequenz besteht Streit darüber, welches Begriffsverständnis dem § 274 StGB zugrunde liegt: Die Sichtweise, die an den Datenbegriff des § 202a StGB anknüpft, argumentiert damit, dass § 274 StGB dem Beweisschutz dient, für den es auf die hypothetische Urkundsqualität nicht entscheidend ankomme. Die Gegenansicht geht demgegenüber davon aus, dass auch § 274 StGB lediglich solche Daten schütze, die eine Datenurkunde darstellen. Sie argumentiert mit dem Willen des Gesetzgebers sowie damit, dass § 269 StGB und § 274 StGB gleichermaßen zu den Urkundsdelikten zählen.
Der Tatbestand beschränkt sich auf Taten, über die der Täter nicht ausschließlich verfügen darf. Dies entspricht inhaltlich der in der Nr. 1 verwendeten Anforderung des Gehörens. Daher gilt auch hier, dass tatbestandsmäßig nur solche Daten sind, an denen dem Täter nicht das alleinige Beweisführungsrecht zusteht.

#### Tathandlungen
§ 274 Abs. 1 Nr. 2 StGB beschreibt mehrere Verhaltensweisen, durch die der Gebrauch von Daten als Beweismittel erschwert wird. Dies umfasst zunächst das Löschen der Daten als digitale Entsprechung des Zerstörens. Ferner handelt tatbestandsmäßig, wer die Daten unterdrückt, unbrauchbar macht oder verändert.

### Nr. 3: Grenz- und Wasserstandsmerkmale

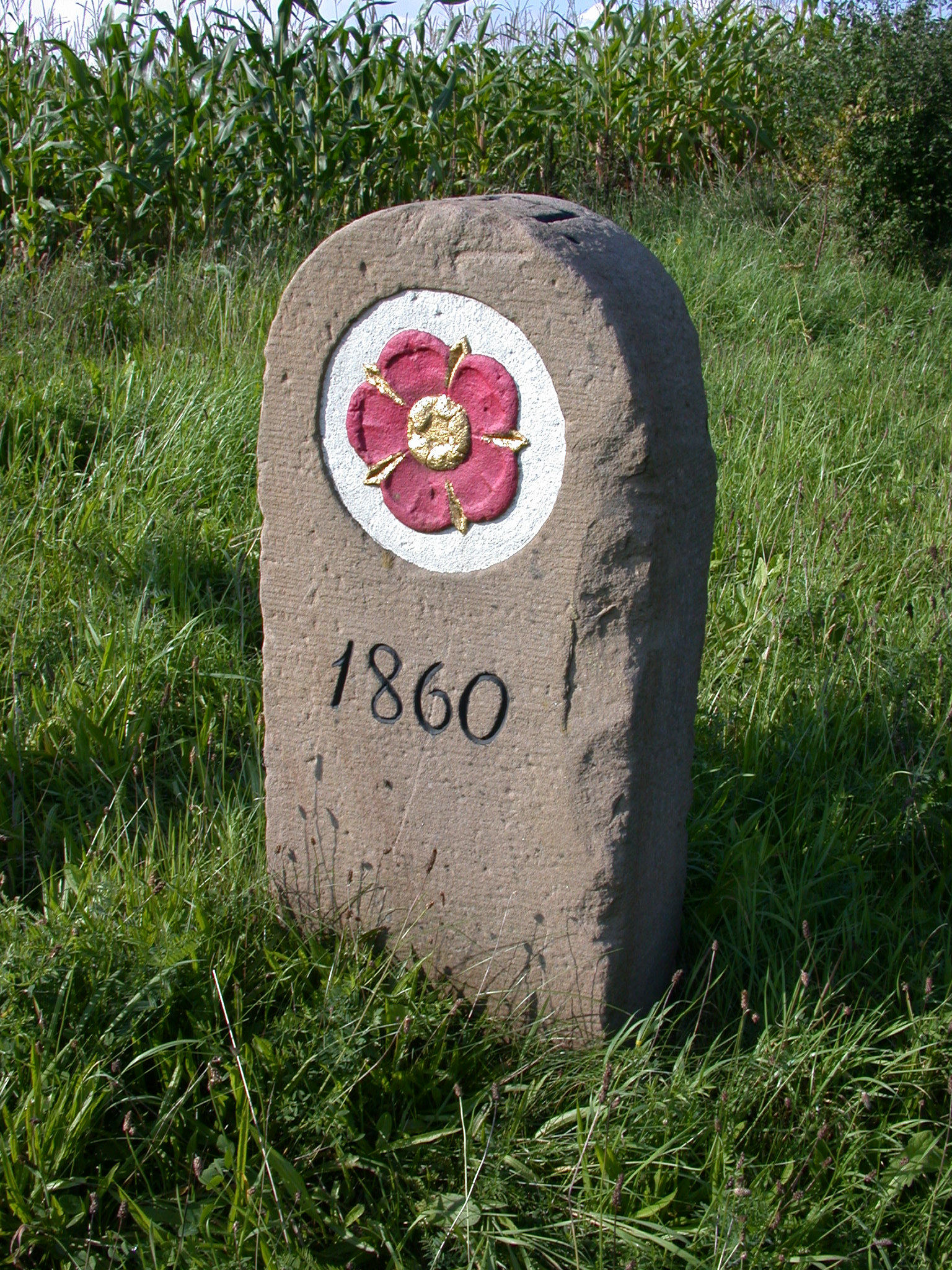
Grenzstein

§ 274 Abs. 1 Nr. 3 StGB schützt Zeichen, die dazu bestimmt sind, dingliche Berechtigungen an Grundstücken sowie Wassernutzungsrechte kenntlich zu machen. Anders als die anderen beiden Varianten erstreckt er sich damit auf Augenscheinsobjekte. Er erfasst insbesondere Grenzsteine. Auch hier gilt, dass es für die Strafbarkeit nicht auf die zivilrechtliche Eigentumslage ankommt, weshalb das Delikt auch durch den Zeicheneigentümer verwirklicht werden kann.
§ 274 Abs. 1 Nr. 3 StGB verwirklicht zunächst, wer eines der genannten Zeichen wegnimmt, vernichtet, unkenntlich macht oder verrückt. Diese Varianten entsprechen inhaltlich im Wesentlichen den von den anderen Begehungsformen bekannten Handlungsformen, beschreiben also unterschiedliche Möglichkeiten zur Beeinträchtigung des Beweiswerts des Zeichens. Darüber hinaus verwirklicht § 274 Abs. 1 Nr. 3 StGB, wer ein Zeichen fälschlich setzt. Hiermit ist gemeint, dass der Täter ein Zeichen unbefugt anbringt; anders als der Wortlaut es nahelegt, kommt es nicht darauf an, ob das Zeichen den Grenzverlauf richtig oder falsch markiert.

## Subjektiver Tatbestand
Eine Strafbarkeit nach § 274 StGB setzt zunächst voraus, dass der Täter mit Eventualvorsatz hinsichtlich aller objektiven Tatbestandsmerkmale handelt, er also billigend in Kauf nimmt, dass er die Tatbestandsmerkmale verwirklicht. Der Täter muss demnach insbesondere erkennen, dass er durch sein Handeln ein fremdes Beweisführungsrecht verletzt.
Ferner fordert § 274StGB, dass der Täter in der Absicht handelt, einem anderen Nachteile zuzufügen. Ein Nachteil liegt vor, wenn die Urkunde infolge der Tathandlung nicht oder nur in vermindertem Umfang als Beweismittel genutzt werden kann. Nicht erforderlich ist, dass das Beweisziel einen Vermögensbezug aufweist. Umstritten ist, ob ein tatbstandsmäßiger Nachteil auch darin bestehen kann, dass der Täter einen staatlichen Bußgeldanspruch vereitelt. Teilweise wird dies bejaht. Die vorherrschende Ansicht lehnt dies jedoch ab, weil dies keinen „anderen“ benachteilige. Zudem habe das Bußgeld lediglich Strafcharakter.
Strittig ist ferner, wie der Absichtsbegriff zu interpretieren ist: Nach einer teilweise vertretenen Sichtweise ist hiermit ein dolus directus ersten Grades gemeint, also ein zielgerichtetes Wollen. Nach überwiegender Auffassung genügt demgegenüber ein dolus directus zweiten Grades, also ein sicheres Wissen in Bezug auf die Tatbestandsverwirklichung. Begründet wird dies damit, dass die Urkundenfälschung typischerweise nicht zwecks Schädigung, sondern zwecks eigener Bereicherung begangen wird; die Schädigung sei lediglich eine in Kauf genommene Nebenfolge der Tat.

## Versuch, Vollendung und Beendigung
Die versuchte Urkundenunterdrückung ist nach § 274 Abs. 2 StGB strafbar. Der Täter überschreitet die Schwelle zum Versuchsstadium, wenn er mit der Handlung beginnt, die nach seiner Vorstellung ohne wesentliche Zwischenschritte zur Verwirklichung des Tatbestands führen soll.
Vollendung tritt ein, sobald der Beweiswert der Urkunde beeinträchtigt ist. Mit der Vollendung tritt zugleich Beendigung ein.

## Gesetzeskonkurrenzen
Werden im Zusammenhang mit einer Tat nach § 274 StGB weitere Delikte verwirklicht, können diese zur Urkundenunterdrückung in Gesetzeskonkurrenz stehen. Dies kommt zunächst bei anderen Urkundsdelikten in Betracht. Dient die Beschädigung einer Urkunde von vornherein nur der Verfälschung der Urkunde (§ 267 StGB), verdrängt die Urkundenfälschung die Urkundenunterdrückung. So verhält es sich etwa, wenn der Täter das Preisschild von einer Ware entfernt (Beschädigung der zusammengesetzten Urkunde aus Preisschild und Ware – § 274 StGB) und es auf eine teurere Ware klebt (Verfälschen der ursprünglichen zusammengesetzten Urkunde – § 267 Abs. 1 StGB). Entsprechendes gilt für das Verhältnis zu § 268, § 269; auch diese Tatbestände gegen dem § 274 StGB im Grundsatz vor. Die Sachbeschädigung (§ 303 StGB) und die Datenveränderung (§ 303a StGB) werden demgegenüber durch § 274 StGB verdrängt. Bei ersterem geschieht dies im Wege der Konsumtion, bei letzterem im Wege der Spezialität.
Nimmt der Täter eine fremde Urkunde weg, kann er sich sowohl wegen Diebstahls (§ 242 StGB) als auch wegen Urkundenunterdrückung strafbar machen. Da beide Delikte unterschiedliche Schutzfunktionen aufweisen, stehen sie im Grundsatz im Verhältnis zueinander in Tateinheit (§ 52 StGB).

## Verwandter Tatbestand: Verändern von amtlichen Ausweisen, § 273 StGB
Nach § 273 StGB macht sich strafbar, wer eine Eintragung in einem amtlichen Ausweis entfernt, unkenntlich macht, überdeckt oder unterdrückt. Ebenfalls tatbestandsmäßig handelt, wer eine einzelne Seite aus einem amtlichen Ausweis entfernt. Schließlich macht sich strafbar wer einen auf diese Weisen manipulierten Ausweis gebraucht.
Der Gesetzgeber fügte § 273 StGB durch das sechste Strafrechtsreformgesetz mit Wirkung zum 1. April 1998 ins Gesetz ein. Hierdurch reagierte der Gesetzgeber auf die oben angesprochene Rechtsprechung, die das Manipulieren von Ausweisen nicht unter § 274 StGB subsumiert, weil das Beweisführungsrecht Tilgen belastender Vermerke aus Ausweisen nicht als Urkundenunterdrückung ansah, weil das Beweisführungsrecht an diesen ausschließlich dem Ausweisinhaber zustehe. Aufgrund ihrer lückenschließenden Funktion ist § 273 StGB im Verhältnis zu § 274 StGB formell subsidiär.